# Lauren Taylor
Lauren Taylor, född den 16 juni 1998 i San Diego, Kalifornien, är en amerikansk skådespelare och sångerska. Hon spelar en av huvudpersonerna, Shelby, i Disney Channels Best Friends Whenever. Taylor tidigare medverkat som karaktären Harper i Netflix-serien Richie Rich.

## TV och film
- Fairest of the Mall
- Richie Rich
- Best Friends Whenever
- Liv and Maddie
- Shortcomings